# 佐竹庄七
佐竹 庄七（さたけ しょうしち、1880年3月15日 - 1946年1月4日）は、日本の政治家。衆議院議員（4期）。

## 経歴
大阪府出身。1901年、大阪府師範学校卒、のちに東京専門学校で学ぶ。小学校訓導兼校長、大阪市北区済美連合区会議員、大阪市衛生組合長、同学務委員となる。また浪速窯業(株)重役、東邦護謨、大阪産業無尽各(株)社長となる。
1920年の第14回衆議院議員総選挙において大阪7区から無所属で立候補して初当選、以来連続4回当選する。1932年の第18回衆議院議員総選挙には出馬しなかった。1946年死去。